# Raab
Raab és un petit municipi de l'Alta Àustria. Raab és també el nom alemany de la ciutat de Győr a Hongria.

## Història
El lloc fou bavarès des de la fundació del ducat de Baviera fins al 1780, en què, pels acords del tractat de Teschen, que va posar fi a la Guerra de Successió bavaresa, fou cedit a Àustria. Durant el període les Guerres Napoleòniques, fins al 1814, fou incorporat temporalment a Baviera.
Després de l'annexió d'Àustria al III Reich el 13 de març de 1938 passà a formar part de la Província d'Oberdonau i, finalment, el 1945 tornà a l'alta Àustria.